# 조태근
조태근(曹泰根, 1985년 4월 26일 ~ )는 대한민국의 축구 선수이며 포지션은 수비수이다.